# ФК Бристол Сити
ФК Бристол Сити је професионални фудбалски клуб из Бристола, Енглеска. Тренутно наступа у Чемпионшипу, другом рангу енглеског фудбала.
Клуб је основан 1897. године. Године 1907. завршио је на другом месту Прве дивизије, што је најбољи пласман клуба у историји. Године 1909. клуб је играо финале ФА купа против Манчестер јунајтед и поражен је са 1:0. Године 1934. осваја Велшки куп. Године 1982. Бристол Сити је постао први енглески клуб који је доживео три узастопна испадања. Највећи ривал клуба је Бристол Роверс са којим игра Бристолски дерби. Од 1904. године домаће утакмице игра на стадиону Ештон Гејт.